# Omelcenkî, Bilopillea
Omelcenkî (în ucraineană Омельченки) este un sat în comuna Horobivka din raionul Bilopillea, regiunea Sumî, Ucraina.

## Demografie
Componența lingvistică a localității Omelcenkî
     Ucraineană (100%)
Conform recensământului din 2001, toată populația localității Omelcenkî era vorbitoare de ucraineană (100%).